# El Manzanito
El Manzanito är en ort i Mexiko.   Den ligger i kommunen Chignahuapan och delstaten Puebla, i den sydöstra delen av landet, 110 km öster om huvudstaden Mexico City. El Manzanito ligger 2 748 meter över havet och antalet invånare är 139.
Terrängen runt El Manzanito är lite kuperad. Runt El Manzanito är det ganska tätbefolkat, med 54 invånare per kvadratkilometer. Närmaste större samhälle är Chignahuapan, 15,8 km öster om El Manzanito. Omgivningarna runt El Manzanito är en mosaik av jordbruksmark och naturlig växtlighet.